# Cisper
A Cisper (Companhia Industrial São Paulo e Rio) é uma indústria de fabricação de vidro com plantas nos estados de São Paulo e Rio de Janeiro. 

## História
Em setembro de 1916 a Companhia Vidraria Carmita, fundada em 1908 no Rio de Janeiro, entrou em falência. Olavo Egídio de Sousa Aranha Júnior era um dos maiores credores da empresa  e conseguiu adquirir suas máquinas (incluindo uma máquina revolucionária capaz de produzir garrafas em série que havia sido inventada por Michael J. Owens), abrindo a  Companhia Industrial São Paulo e Rio (Cisper) em sociedade com Alberto Monteiro de Carvalho. A Cisper foi o primeiro empreendimento do futuro Grupo Monteiro Aranha. 
A Cisper acabou herdando o maior cliente da Carmita, a Cervejaria Brahma. A primeira encomenda de cem garrafas no ano de 1918 marcou o início de uma fecunda relação comercial com a Cervejaria Brahma. Em setembro de 1931 a Cisper foi a primeira empresa nacional a sediar o emprego do método Smith de produção de ferro no Brasil. Em outubro de 1949 foi inaugurada a segunda fábrica Cisper em São Paulo e em 1962 a Owens-Illinois Inc., empresa presente em mais de vinte países e responsável por 50% das embalagens de vidro produzidas no mundo, adquiriu 79% da Companhia Cisper.
Em 2011, o Grupo Monteiro Aranha vendeu os 21% restantes de sua participação para a Owens-Illinois América Latina.
A fábrica da Cisper na Zona Leste de São Paulo deu origem ao bairro de Vila Císper, localizado entre os distritos do Cangaíba e de Ermelino Matarazzo.